# نيكولاس ن. كوكس
نيكولاس ن. كوكس هو محامي وسياسي أمريكي، ولد في 6 يناير 1837 في مقاطعة بيدفورد في الولايات المتحدة، وتوفي في 2 مايو 1912 في فرانكلين في الولايات المتحدة. نشط حزبياً في الحزب الديمقراطي. وقد انتخب عضو مجلس النواب الأمريكي ‏.